# 森弘之
森 弘之（もり ひろゆき、1961年11月4日 - ）は、日本の理論物理学者。東京都立大学理学部物理学科教授。専門は物性理論。博士（理学）（慶應義塾大学）。

## 来歴
慶應義塾志木高等学校卒業。慶應義塾大学理工学部物理学科卒業。慶應義塾大学大学院理工学研究科博士課程単位取得退学。大学時代の指導教員は米沢富美子。広島大学理学部物性学科助手、東京都立科学技術大学助教授、首都大学東京理工学部准教授、同教授を経て、現在は東京都立大学理学部物理学科教授および理学部長補佐。その間、1993年 - 1995年にインディアナ大学研究員（仁科記念財団海外派遣）、2008年 - 2010年度国家公務員採用I種試験（理工III）試験専門委員、2011年 - 2017年度国家公務員採用総合職試験（数理科学・物理・地球科学）試験専門委員を務める。1984年慶応工学会賞。

## 研究活動
原子を極低温にまで冷やした冷却原子系の研究や、機械学習を物理学へ応用する可能性の探索を行っている。一般向けの著書や訳書が多いことで知られ、物理学をかみ砕いて解説する技術に定評がある。書籍だけでなく、一般向け講演も行っている。英語力を生かしてAll Aboutの日常英会話ガイドも長年務める。

## 書籍

### 著書
- （西川恭治との共著 ）『統計物理学』朝倉書店<朝倉物理学大系>、2000年[16]
- 物理学辞典編集委員会（編集）『物理学辞典』培風館、2005年（分担執筆）
- 米沢富美子（監修）『人物でよむ 物理法則の事典』朝倉書店、2015年（ 分担執筆）
- 『元素紀行』オーム社、2016年
- 『2つの粒子で世界がわかる 量子力学から見た物質と力』講談社<ブルーバックス>、2019年

### 訳書
- ピーター・W.アトキンス（米沢富美子と共訳）『エントロピーと秩序 熱力学第二法則への招待』日経サイエンス社、1992年
- リチャード・ブロディ『ミーム―心を操るウイルス』講談社、1998年
- スチュアート・カウフマン（米沢富美子監訳、五味壮平・藤原進と共訳）『自己組織化と進化の論理 宇宙を貫く複雑系の法則』日本経済新聞社、1999年　のちちくま学芸文庫
- マーティン・ゴールドスタイン、インゲ・F.ゴールドスタイン（米沢富美子監訳、米沢ルミ子と共訳）『冷蔵庫と宇宙 エントロピーから見た科学の地平』東京電機大学出版局、2003年
- ジョン・カレンダー（英語版）（湊規生と共訳）『基礎から学ぶPerlによるWebサイト管理』オーム社、2003年
- ブルース・シューム『「標準模型」の宇宙 現代物理の金字塔を楽しむ』日経BP、2009年
- リチャード・ブロディ『心を操るウイルス: なぜ思い通りの人生を生きられないのか』東洋経済新報社、2013年
- ジョージ・グリーンスタイン『量子論が試されるとき――画期的な実験で基本原理の未解決問題に挑む』みすず書房、2014年
- レオナルド・サスキンド『スタンフォード物理学再入門 力学』日経BP、2014年
- レオナルド・サスキンド『スタンフォード物理学再入門 量子力学』日経BP、2015年
- スコット・アーロンソン『デモクリトスと量子計算』森北出版、2020年
- レオナルド・サスキンド『スタンフォード物理学再入門 特殊相対性理論・古典場の理論』日経BP、2023年

### 雑誌記事
- 『誌上セミナー　トポロジー、ホモトピー、アレルギー （その１）～（その５）』固体物理（アグネ技術センター、1987年 Vol.22 No.8, No. 12、1988年Vol.23 No. 3～5）
- 『誌上セミナー　1次元を動く電子たち（その１）～（その５）』固体物理（アグネ技術センター、2002年 Vol. 37 No. 10、2003年 Vol. 38, No. 10、2004年 Vol. 39 No. 2, No. 8、2006年 Vol. 41 No. 10）
- 『科学奔放譚 第1回～第33回』新電気（オーム社、2003年4月～2005年12月）
- 『元素の旅 第1回～第120回』新電気（オーム社、2005年1月～2015年12月）
- 『科学探求クロニクル 第1回～』新電気（オーム社、2016年1月～連載中）
- 『特集：ロジカルに話す』English Journal（アルク、2011年10月号）
- 『特集：ライティング力を高める』English Journal（アルク、2012年4月号）
- 『カガクへの視点　元素の発見は人間ドラマ』月刊化学（化学同人、2017年８月号）
- 『エネルギーの塊、米沢富美子先生』三田評論（慶應義塾、2019年5月号）

### 教材
- 『理系英語マラソン 基礎コース インプット・ラボ』（Laurence Anthony, 西川雅子と共著）（アルク、2011年1月）